# Přebor Olomouckého kraje 2007/2008
V soubojích 17. ročníku Přeboru Olomouckého kraje 2007/08 (jedna ze skupin 5. fotbalové ligy) se utkalo 16 týmů každý s každým dvoukolovým systémem podzim–jaro. Tento ročník začal v sobotu 11. srpna 2007 úvodními pěti zápasy 1. kola a skončil v neděli 15. června 2008 zbývajícími čtyřmi zápasy 30. kola.

## Nové týmy v sezoně 2007/08
- Z Divize D 2006/07 ani z Divize E 2006/07 nesestoupilo do Přeboru Olomouckého kraje žádné mužstvo.
- Ze skupin I. A třídy Olomouckého kraje 2006/07 postoupila mužstva TJ Tatran Litovel (vítěz skupiny A), FKM Přerov (vítěz skupiny B) a FKM Opatovice-Všechovice (2. místo ve skupině B).[1]

## Konečná tabulka
Zdroj: 
| Poř. | Tým                          | Z  | V  | R  | P  | VG | OG | B  |
| ---- | ---------------------------- | -- | -- | -- | -- | -- | -- | -- |
| 1.   | FK SAN-JV Šumperk            | 30 | 23 | 2  | 5  | 76 | 32 | 71 |
| 2.   | FK Mohelnice-Moravičany      | 30 | 20 | 6  | 4  | 63 | 25 | 66 |
| 3.   | 1. HFK Olomouc „B“           | 30 | 18 | 4  | 8  | 70 | 32 | 58 |
| 4.   | FK Mikulovice                | 30 | 17 | 4  | 9  | 74 | 47 | 55 |
| 5.   | FK Jeseník                   | 30 | 16 | 5  | 9  | 64 | 42 | 53 |
| 6.   | TJ Sokol Určice              | 30 | 16 | 2  | 12 | 54 | 52 | 50 |
| 7.   | FK Kozlovice                 | 30 | 13 | 5  | 12 | 43 | 54 | 44 |
| 8.   | FC Kralice na Hané           | 30 | 9  | 10 | 11 | 43 | 47 | 37 |
| 9.   | TJ Tatran Litovel (N)        | 30 | 11 | 3  | 16 | 44 | 57 | 36 |
| 10.  | FC Dolany                    | 30 | 10 | 5  | 15 | 45 | 53 | 35 |
| 11.  | FC Želatovice                | 30 | 9  | 5  | 16 | 51 | 68 | 32 |
| 12.  | TJ Sokol Ústí                | 30 | 8  | 7  | 15 | 43 | 53 | 31 |
| 13.  | FK Šternberk                 | 30 | 9  | 4  | 17 | 39 | 58 | 31 |
| 14.  | 1. FC Přerov (N)             | 30 | 9  | 4  | 17 | 43 | 61 | 31 |
| 15.  | TJ Sokol Leština             | 30 | 8  | 6  | 16 | 29 | 59 | 30 |
| 16.  | FKM Opatovice-Všechovice (N) | 30 | 5  | 6  | 19 | 34 | 75 | 21 |

Poznámky:
- Z = Odehrané zápasy; V = Vítězství; R = Remízy; P = Prohry; VG = Vstřelené góly; OG = Obdržené góly; B = Body; (S) = Mužstvo sestoupivší z vyšší soutěže; (N) = Mužstvo postoupivší z nižší soutěže (nováček)
- Mužstvo FKM Přerov změnilo před sezonou název na 1. FC Přerov

|  | Postup do Divize D 2008/09                             |
|  | Postup do Divize E 2008/09                             |
|  | Sestup do I. A třídy Olomouckého kraje – sk. B 2008/09 |